# Pavel Kohout
Pavel Kohout (* 20. července 1928 Praha) je český a rakouský básník, prozaik, dramatik a později spisovatel samizdatu v exilu. Zpočátku užíval své vlastní šifry GAL a veron. Je jedním z autorů Charty 77.
Svou uměleckou dráhu zahájil jako komunista a jeden z představitelů tzv. budovatelské poezie, později prošel osobnostním vývojem/přerodem od bezvýhradné podpory stalinismu přes postupné vystřízlivění, účast na pražském jaru a nucený odchod do exilu v 70. letech 20. století až k demokratickému antikomunismu.

## Život
Narodil se v Praze, kde také roku 1947 maturoval na reálném gymnáziu. V té době byl přesvědčeným komunistou. Byl členem ÚV ČSM (1952–60) a členem ústředního výboru Svazu čs. spisovatelů (SČS / SČSS, do roku 1966, kdy na členství pro nesouhlas s jeho „kulturněpolitickou orientací“ rezignoval). Patřil k tzv. kulturnímu kádru komunistické strany, z čehož pro něj plynul rychlý kariérní vzestup.
Na konci 40. let spoluzaložil a do roku 1952 vedl Soubor Julia Fučíka. Po maturitě pracoval v mládežnické redakci Čs. rozhlasu (1947–49) mimo jiné s Karlem Kynclem. Jako jedenadvacetiletý nastoupil na místo kulturního atašé v Moskvě (1949–50). Pak byl šéfredaktorem satirického časopisu  Dikobraz (1950–52).

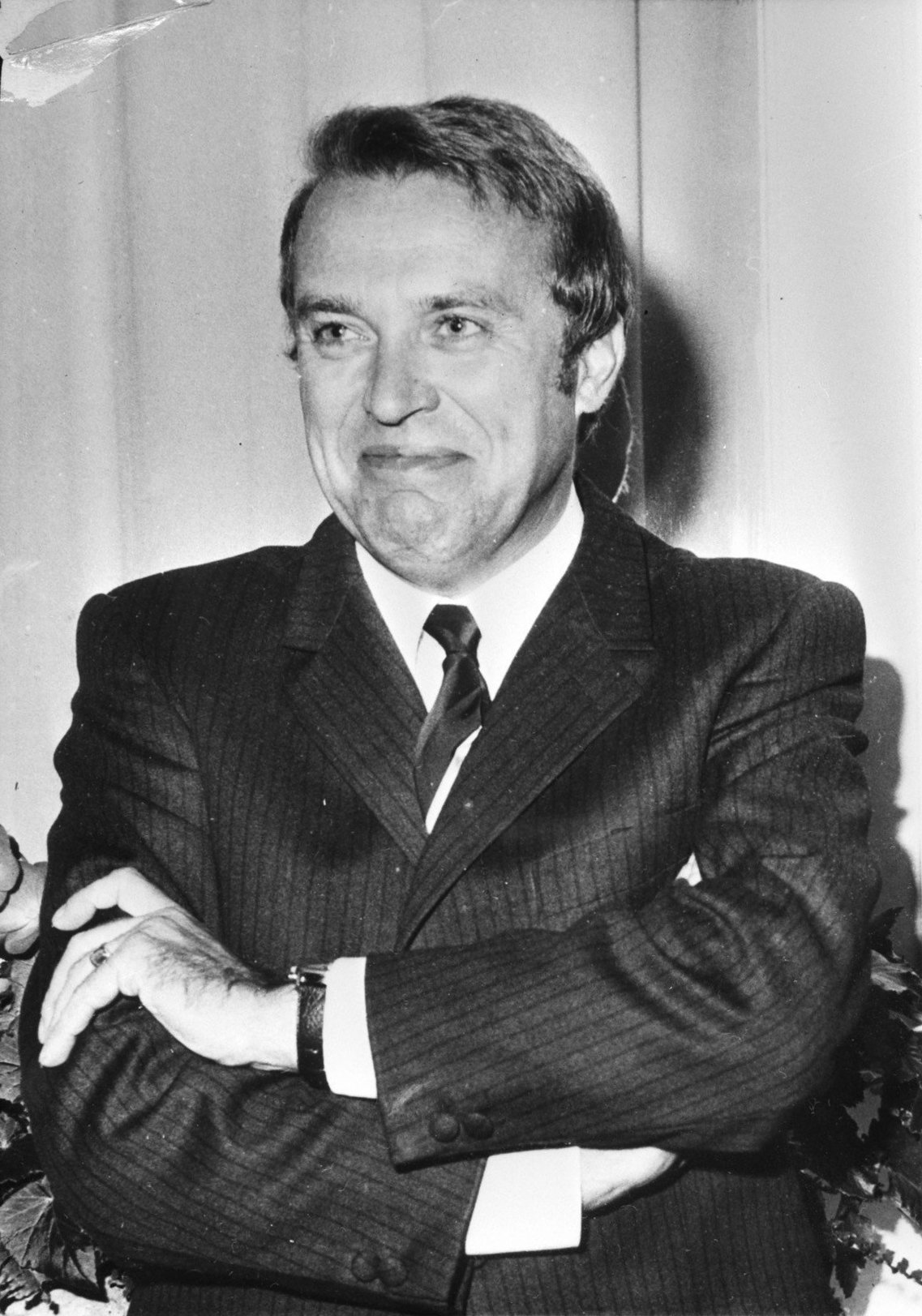
Pavel Kohout v roce 1977

V roce 1952 dokončil studium estetiky a divadelní vědy na Universitě Karlově. Krátce poté začal literárně tvořit (v duchu budovatelského nadšení – dramata a poezii). Dosud napsal asi 45 divadelních her – aktovek a adaptací.
Během vojenské služby (1952–54) byl vedoucím redaktorem kulturní rubriky časopisu Čs. voják a členem Armádního uměleckého souboru Víta Nejedlého.
V roce 1956 byl několik měsíců reportérem a komentátorem vnitropolitické redakce Československé televize, poté se stal spisovatelem z povolání, spolupracoval s různými divadly – mj. byl dramaturgem v Divadle na Vinohradech (1963–66) – a začínal se přiklánět k reformním komunistům.
V červnu 1967 na IV. sjezdu SČSS demonstrativně přečetl Solženicynův protestní dopis sjezdu Svazu sovětských spisovatelů, čímž dovršil svůj obrat v kritika režimu. Byl spolu s dalšími (Ivan Klíma, Antonín J. Liehm, Ludvík Vaculík a další) podroben stranickému disciplinárnímu řízení.
Roku 1968 byl zvolen předsedou stranické organizace v pražské pobočce SČS a stal se jednou z nejvýraznějších osobností pražského jara. V roce 1969 byl z KSČ i ze SČS vyloučen. V 70. letech se ocitl na indexu a jeho díla byla cenzurována (což jeho nepřátelství k režimu ještě prohloubilo).
Stál také u zrodu Charty 77, za což byl StB otevřeně šikanován. V roce 1978 mu bylo povoleno vyjet s manželkou na pracovní pobyt do Rakouska, kde měl roční smlouvu s Burgtheatrem. Návrat jim ale byl znemožněn a oba byli zbaveni čs. občanství. Usadili se v Rakousku, kde v roce 1980 dostali občanství. Žili ve Vídni a po sametové revoluci často navštěvovali Prahu, nyní žijí v Praze a na Sázavě.

## Osobní život
Jeho první ženou byla herečka Alena Vránová, kterou si vzal v Praze na Staroměstské radnici 21. prosince 1950, v tehdy slavený domnělý den Stalinových narozenin. K rozvodu došlo 9. října 1952. Z druhého manželství s Annou Cornovou (1932–2019, manželé říjen 1952 – 21. října 1960), členkou Souboru Julia Fučíka a asistentkou režie, má tři děti: syna Ondřeje (* 1953), výtvarníka, a dcery Kateřinu (* 1954) a Terezu (* 1957), spisovatelku, provdanou Boučkovou. Jeho třetí manželkou byla v letech 1970 až 2024 scenáristka, spoluautorka jeho scénářů, spisovatelka Jelena Mašínová (1941–2024).

## Vyznamenání
- Čestný kříž Za vědu a umění I. třídy (1998, Rakousko)[9]

## Dílo

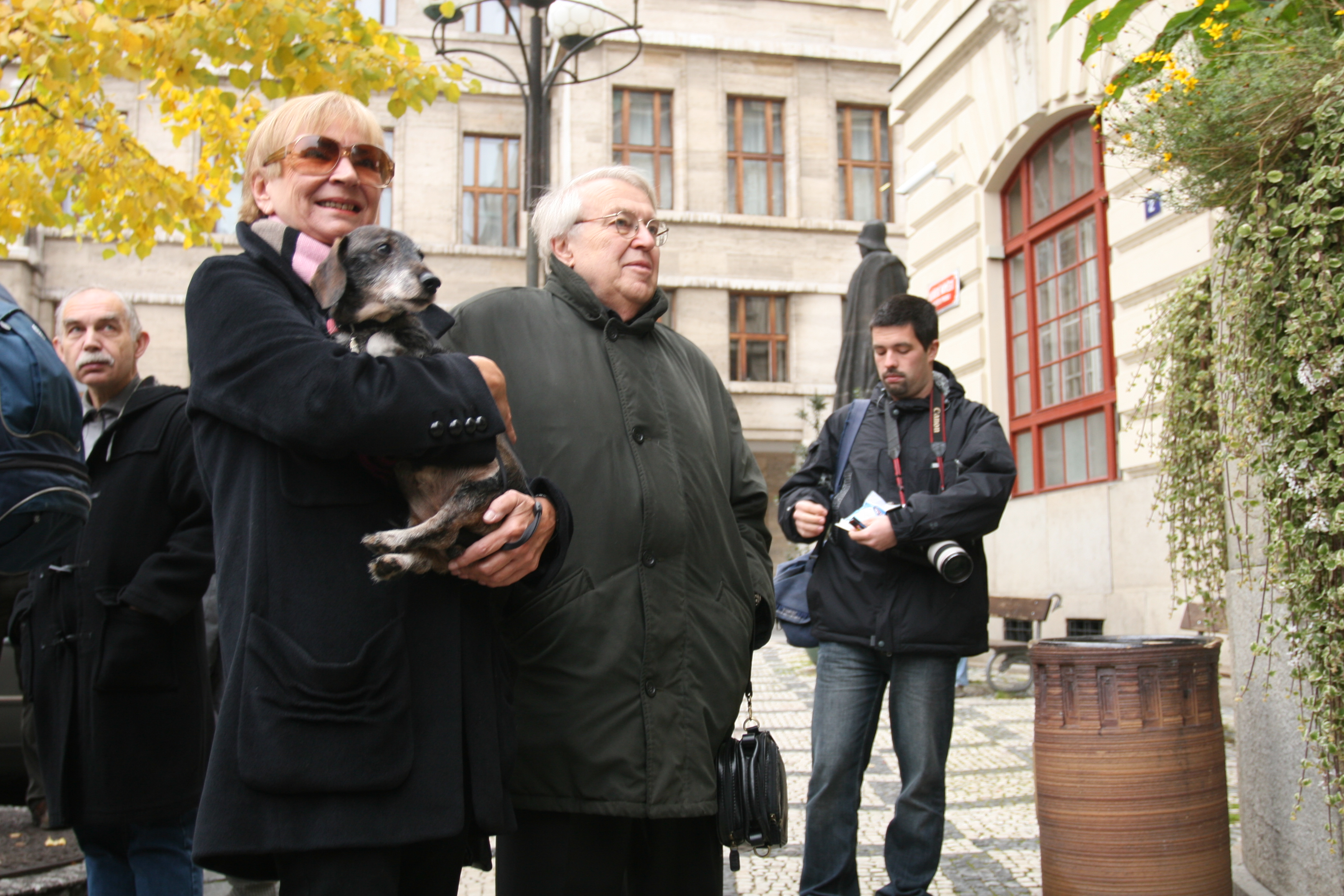
Jelena Mašínová a Pavel Kohout na demonstraci za novou budovu Národní knihovny (říjen 2007)

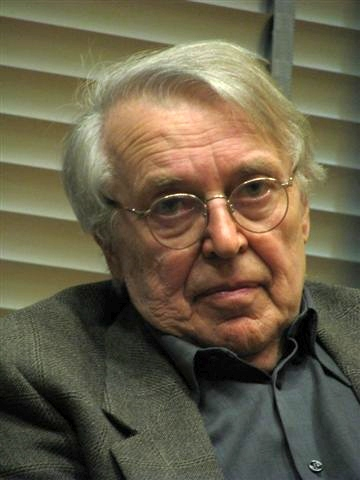
Pavel Kohout v roce 2008

### Básnické sbírky
- Verše a písně, 1952 – bás. sbírka propagující socialismus
- Tři knihy veršů, 1953
- Čas lásky a boje, 1954 – bás. sbírka, budovatelská poezie

### Dramata
- Dobrá píseň, 1952 – drama (veršovaná komedie), prorežimní hra, mnoho vtipných scén; muž jde místo svatební noci do ocelárny; ve své době velmi hraná.
- Zářijové noci, 1955 – divadelní hra z vojenského prostředí; už mírný odvrat od ideologie, „rozpor teorie a praxe“.
- Chudáček, 1956, – drama; zakázáno před premiérou.
- Sbohem, smutku, 1957
- Taková láska, 1957 – tato hra patří k nejúspěšnějším, hrála se nejen v Česku, ale i v Německu a SSSR.
- Říkali mi soudruhu, 1960 – drama, bylo zakázáno po sedmé repríze.
- Třetí sestra, 1960
- Cesta kolem světa za 80 dní, 1962 – divadelní adaptace knihy Julese Vernea.
- Dvanáct, 1963 – příběh dvanácti čerstvých absolventů AMU.
- Josef Švejk, 1963 – dramatizace částí slavného Haškova románu.
- Válka s mloky, 1963 – divadelní adaptace Čapkovy Války s mloky. Řazeno do SF tvorby.[10]
- Vzpomínka na Biskaj, 1965
- August August, august, 1967 – cirkusové prostředí, hlavní postavou je smutný klaun August, který má sen, že bude drezírovat 8 bílých lipicánů, ředitel na něj proto pustí tygry (= komunistické hledisko).
- Briefe über die Grenze, 1968
- Nenávist v prosinci, 1968
- Aksál, 1969
- Válka ve třetím poschodí, 1970 – absurdní drama.
- Pech pod střechou, 1972
- Ubohý vrah: Na motivy povídky Rozum Leonida Andrejeva, 1972 – divadelní adaptace, která měla v roce 1976 premiéru na Broadwayi[11]
- Amerika, 1973 – divadelní adaptace Kafkova románu (spoluautor Ivan Klíma).
- Požár v suterénu, 1973, absurdní drama
- Život v tichém domě, 1974, absurdní drama
- Ruleta: Na motivy povídky Tma Leonida Andrejeva, 1976 – divadelní adaptace.
- Atest, 1979 – jednoaktovka, hl.p. Ferdinand Vaněk postižený režimem chce pro svého psa atest a přihlásit ho do chovatelství, což ale nelze, protože on, majitel, má špatný kádrový posudek.
- Marie zápasí s anděly, 1981 – jednoaktovka o životě Vlasty Chramostové.
- Marast, 1982
- Ubohý Cyrano!, 1982 – adaptace Cyrana z Bergeracu od Edmonda Rostanda
- Hráč a jeho štěstí, 1982 – adaptace podle Dostojevského novely Hráč
- Velká hra na javora, 1982 – adaptace podle podle povídky Mircea Eliade Ulice Mantuleasa a s použitím scénáře Pavla Juráčka Faramova paměť
- Pat aneb Hra králů, 1987
- Ecce Constantia, 1988 – „přímý přenos“ z koncilu v Kostnici.
- Malá krevní msta, premiéra 1991
- Kyanid o páté, 1996
- Šest a sex, 1998 – sedm jednoaktových děl.
- Nuly, prem. 2000
- Malá hudba moci, 2007 – napsáno německy pod názvem Eine kleine machtmusik k mozartovskému jubilejnímu roku 2006.
- Lízinka, 2017 – dramatizace vlastního románu Katyně. Premiéru měla roku 2019 v ochotnickém divadle v Praze-Horních Počernicích.[12]

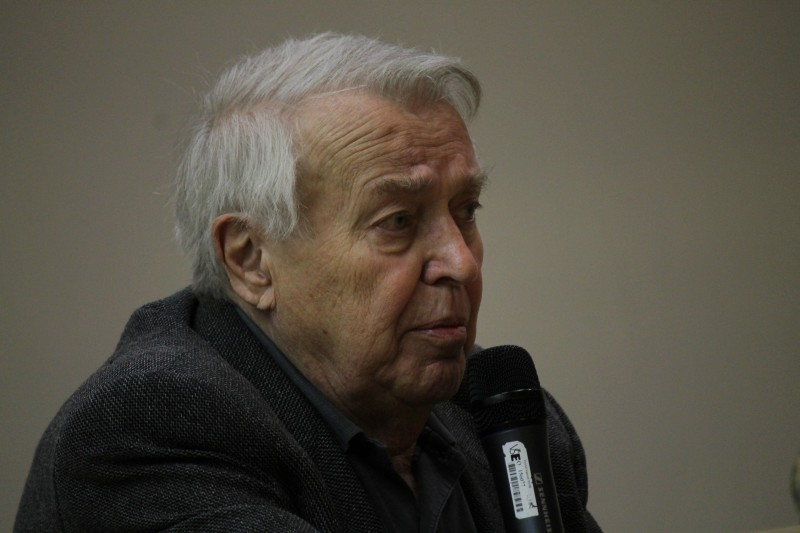
Pavel Kohout (2012)

### Romány a povídky
- O černém a bílém, 1950 – šest povídek pro děti, podávajících pohádkové motivy v komunisticko-budovatelském duchu: O černém a bílém (o rasismu v Americe), O hloupém Honzovi (Honza přestoupí od kulaka do JZD), O třinácti rudých růžích (dívky se obětují v boji proti Francovi), O pionýrském šátku, který plakal, O srdci uralského chlapce (ruský Ivan obětuje svá srdce, aby mohl osvobodit Rusko i Prahu), O čtyřech chlapcích a soudruhu Gottwaldovi (dobrý muž s dýmkou doporučí chlapcům, aby místo u cirkusu hledali práci mezi dělníky)
- Z deníku kontrarevolucionáře aneb Životy od tanku k tanku, 1969 – prozaické dílo vyšlo ve Švýcarsku, první české vydání vyšlo v roce 1997, shrnutí životních osudů z let 1945–1968.
- Bílá kniha o kauze Adam Juráček, profesor tělocviku a kreslení na Pedagogické škole v K., kontra Sir Isaac Newton, profesor fyziky na univerzitě v Cambridge – podle dobových materiálů rekonstruoval a nejzajímavějšími dokumenty doplnil P. K., 1970 v samizdatu – groteskní román psaný formou koláže, obsahuje zápisy, protokoly, prohlášení aj. Hlavní postavou je Adam Juráček, který chce okouzlit krásnou Kateřinu, několik měsíců se cvičil v soustřeďování myšlenek a naučil se chodit po stropě, stranický aparát se to snaží zatajit a zakázat, úřady ho obviní z trestného činu a Adam se nakonec zblázní. Autor se vysmívá komunistickým praktikám.
- Katyně, 1978 – román o dospívající dívce, která se nedostane na střední školu a začne navštěvovat speciální humanitní obor s maturitou – školu pro katy. Náplní studia jsou popisy mučení, historie popravování aj.; humoristický pohled na lidské krutosti a praktiky totalitní moci a také nebezpečnou schopnost lidí smířit se s absurdní situací; hodně oceňován a vydán v mnoha jazycích.
- Nápady svaté Kláry, 1982 (první vydání u Sixty-Eight Publishers) – bizarně alegorický román, satiricky pohlížející na totalitní úřady; Hlavní postava je žákyně 8. třídy obdařená schopností jasnovidectví; v roce 1996 zfilmován v Izraeli režiséry Ari Folmanem a Ori Sivanem pod názvem Svatá Klára (hebrejsky: קלרה הקדושה, Klara ha-kedoša).
- Kde je zakopán pes, 1987 – memoárový román (kde autor vychází z vlastních vzpomínek); ukazuje praktiky StB v době normalizace; okolnosti kolem vzniku Charty 77. Název podle jezevčíka, kterého Kohoutovým právě StB otrávila.
- Hodina tance a lásky, 1989 – román, představující v Kohoutově tvorbě zcela nové téma – téma 2. světové války; příběh z terezínské Malé pevnosti, který zároveň ukazuje, co může u mladých lidí způsobit vymývání mozků; mladá dívka Kristina, jež je dcerou velitele tábora přijíždí ze školy za otcem do koncentračního tábora, posléze se zamiluje do mladého příslušníka SS – ona je naivní, on je uvědomělý mladý árijec; připojují se osudy židů (otec jí přivede mladou židovskou baletku, aby ji učila tančit); dívka stále víc chápe poměry v táboře; onu mladou židovku znásilní Kristinin vyhlédnutý esesák a nechá ji, aby se utopila (o tom se Kristina nedozví); příběh končí osvobozením tábora; zfilmován v roce 2003 Viktorem Polesným.
- Konec velkých prázdnin, 1991 – (společně s manželkou Jelenou) rozsáhlé zpracování látky české emigrace; natočeno Miloslavem Lutherem jako televizní seriál (1996).
- Sněžím, 1992 – zabývá se aktuální politickou situací roku 1991; téma lustrací.
- Klaun, 1994 – spolu s Michalem Pavlíčkem znovu zpracované téma hry August, August, August.
- Hvězdná hodina vrahů, 1995 – román zpracovávající poslední týdny okupace ve formě detektivního thrilleru.
- Pat aneb Hra králů, 1991
- Ta dlouhá vlna za kýlem, 2000
- Smyčka, 2008
- O ničem a o všem, 2008 – publicistické texty, fejetony, novinové sloupky z let 1975-2008.
- Cizinec a Krásná paní, 2009
- Z pohledu trilobita, 2010 – 100 fejetonů
- Můj život s Hitlerem, Stalinem a Havlem, 2011
- Tango Mortale, 2012
- Zánik trilobitů v Čechách, 2014 – 123 fejetonů
- Ten žena a ta muž, 1999, 2019
- Přítoky románů, 2020 – třiatřicet povídek a jedna k tomu od Jeleny Mašínové.
- Letorosty samomluv, 2022
- Taková láska, 2024 – kaleidoskop příběhů z proudu života a víru dějin.

### Paměti
- To byl můj život?, 2018 – svazek obsahující dva díly autorových vzpomínek na léta 1928–1979 a 1979–1992, text Předběžná bilance z roku 2011 a dovětek P.S.

### Filmová režie
- 1965 – Svatba s podmínkou
- 1965 – 7 zabitých
- 1983 – Ucho – adaptace rakouské televize ORF